# علم مقاطعة نيو برانزويك
اعتمد هذا العلم في مقاطعة نيو برانزويك الكندية في 24 شباط - فبراير من سنة 1965.